# Comuna Laheda
Laheda este o comună (vald) din Comitatul Põlva, Estonia. Cuprinde 11 sate. Reședința comunei este satul Tilsi.